# Rasbeek (Zweden)
Rasbeek (Zweeds: Rasbäcken) is een beek, die stroomt in de Zweedse  gemeente Kiruna. De rivier ontwatert een klein meertje, dat ten zuiden van het Torneträsk ligt. De Rasbeek stroomt naar het noorden en mondt uit in dat grote Torneträsk. Ze is slechts 2500 meter lang. Ze kruist gedurende haar weg de Europese weg 10 en de Ertsspoorlijn.
Afwatering: Rasbeek → (Torneträsk)  → Torne → Botnische Golf